# استوارت بنسون
استوارت بنسون (انگلیسی: Stuart Benson; ۱۲ فوریهٔ ۱۹۸۱ – ) اهل بریتانیا بود. وی بین سال‌های ۲۰۱۱ تا ۲۰۱۴ میلادی فعالیت می‌کرد.
وی در مسابقات کشوری و بین‌المللی در مجموع برندهٔ ۱ مدال برنز شده‌است.